# Радиус на Шварцшилд
Радиусът на Шварцшилд или гравитационен радиус е термин от астрофизиката, характеризиращ всяко физическо тяло, което има маса. Представлява радиусът на такава сфера, че ако всичката маса на даден обект се компресира в тази сфера, втората космическа скорост на повърхността ѝ би била равна на скоростта на светлината. Ако компактна звезда колапсира до или под този радиус, светлината не би могла да излезе от обекта и вече не би била видима отвън, така образувайки черна дупка. Това е характерен радиус, свързан с всяко количество маса. Наречен на името на немския учен Карл Шварцшилд, който първи го е изчислил в рамките на Общата теория на относителността.
Радиусът на Шварцшилд се извежда от формулата
{\displaystyle r_{s}={\frac {2GM}{c^{2}}}}
където G е гравитационната константа, M е масата на обекта, а c е скоростта на светлината.

## История
През 1916 г. Карл Шварцшилд намира точното решение на Айнщайновите уравнения на полето за гравитационно поле извън неротационно, сферично симетрично тяло (виж метрика на Шварцшилд). Използвайки определението M = Gmc2, решението съдържа формата 12M − r, където стойността на {\displaystyle r}, правеща формата сингулярна, е наречена радиус на Шварцшилд. Физическият смисъл на тази сингулярност, както и дали тя може да възниква в природата, е обект на дебати за много години. Общото приемане на възможността на черна дупка се случва едва към втората половина на 20 век.

## Параметри
Радиусът на Шварцшилд на даден обект е пропорционален на масата му. Масата на видимата вселена има радиус на Шварцшилд от около 13,7 милиарда светлинни години.
|                  | Радиус на Шварцшилд (m) | Плътност на Шварцшилд (g cm−3) |
| ---------------- | ----------------------- | ------------------------------ |
| Млечен път       | 2.08×1015 (~0.2 ly)     | 3.72×10-8                      |
| Слънце           | 2.95×103                | 1.84×1016                      |
| Земя             | 8.87×10-3               | 2.04×1027                      |
| Sagittarius A*   | 1.27×1010               |                                |
| Андромеда        | 4.68×1011               |                                |
| NGC 4889         | 6.2×1013                |                                |
| Човек (за 70 kg) | 5.198×10-26             |                                |

## Други приложения

### В гравитационното забавяне на времето
Гравитационното забавяне на времето близо до голямо, ротационно, почти сферично тяло като Земята или Слънцето може да бъде апроксимирано, използвайки радиуса на Шварцшилд така:
{\displaystyle {\frac {t_{r}}{t}}={\sqrt {1-{\frac {r_{\mathrm {s} }}{r}}}}}
където:
tr е изминалото време за наблюдател в радиална координата r в гравитационното поле;
t е изминалото време за далечен наблюдател извън гравитационното поле;
r е радиалната координата на наблюдателя (разстояние от центъра на обекта);
rs е радиусът на Шварцшилд.

### В Нютоновите гравитационни полета
Нютоновото гравитационно поле близо до голямо, ротационно, почти сферично тяло може да бъде апроксимирано, използвайки радиуса на Шварцшилд така:
{\displaystyle mg={\frac {GMm}{r^{2}}}\quad \Rightarrow \quad gr^{2}=GM}
и
{\displaystyle r_{\mathrm {s} }={\frac {2GM}{c^{2}}}\quad \Rightarrow \quad r_{\mathrm {s} }c^{2}=2GM}
Така, разделяйки горните две:
{\displaystyle {\frac {g}{r_{\mathrm {s} }}}\left({\frac {r}{c}}\right)^{2}={\frac {1}{2}}}
където:
g е гравитационното ускорени в радиална координата r;
rs е радиусът на Шварцшилд на обекта;
r е радиалната координата;
c е скоростта на светлината във вакуум.
На повърхността на Земята:
{\displaystyle {\frac {9.80665\ \mathrm {m} /\mathrm {s} ^{2}}{8.870056\ \mathrm {mm} }}\left({\frac {6375416\ \mathrm {m} }{299792458\ \mathrm {m} /\mathrm {s} }}\right)^{2}=\left(1105.59\ \mathrm {s} ^{-2}\right)\left(0.0212661\ \mathrm {s} \right)^{2}={\frac {1}{2}}.}

### В Кеплерови орбити
За всички кръгови орбити около даден обект;
{\displaystyle {\frac {mv^{2}}{r}}={\text{центростремителна сила}}={\text{гравитационна сила}}={\frac {GMm}{r^{2}}}}
Следователно,
{\displaystyle rv^{2}=GM,}
но
{\displaystyle r_{\mathrm {s} }c^{2}=2GM} (изведено по-горе)
Следователно,
{\displaystyle {\frac {r}{r_{\mathrm {s} }}}\left({\frac {v}{c}}\right)^{2}={\frac {1}{2}}}
където:
r е радиусът на орбитата;
rs е радиусът на Шварцшилд на обекта;
v е орбиталната скорост;
c е скоростта на светлината във вакуум.
Това може да бъде обобщено и за елиптична орбити така:
{\displaystyle {\frac {a}{r_{\mathrm {s} }}}\left({\frac {2\pi a}{cT}}\right)^{2}={\frac {1}{2}}}
където:
a е голямата полуос;
T е орбиталният период.
За Земята, обикаляща около Слънцето:
{\displaystyle {\frac {1\,\mathrm {AU} }{2953.25\,\mathrm {m} }}\left({\frac {2\pi \,\mathrm {AU} }{\mathrm {light\,year} }}\right)^{2}=\left(50655379.7\right)\left(9.8714403\times 10^{-9}\right)={\frac {1}{2}}.}

### Радиус на Шварцшилд за маса на Планк
За масата на Планк {\displaystyle m_{\rm {P}}={\sqrt {\hbar c/G}}}, радиусът на Шварцшилд {\displaystyle r_{\rm {S}}=2l_{\rm {P}}} и Комптъновата дължина на вълната {\displaystyle \lambda _{\rm {C}}=2\pi l_{\rm {P}}} са от същия порядък, като дължината на Планк {\displaystyle l_{\rm {P}}={\sqrt {\hbar G/c^{3}}}}.